# Buissard
Buissard é uma comuna francesa na região administrativa da Provença-Alpes-Costa Azul, no departamento de Altos-Alpes. Estende-se por uma área de 2,92 km². Em 2010 a comuna tinha 221 habitantes (densidade: 75,7 hab./km²).